# Ingrandes (Vienne)
 Ingrandes  es una población y comuna francesa, situada en la región de Poitou-Charentes, departamento de Vienne, en el distrito de Châtellerault y cantón de Dangé-Saint-Romain.

## Demografía
| 1049 | 950 | 1461 | 1700 | 1765 | 1723 |
| Para los censos de 1962 a 1999 la población legal corresponde a la población sin duplicidades (Fuente: INSEE [Consultar]) |     |      |      |      |      |